# Josef Bilder
Josef Bilder (15. července 1925 Berehovo – 28. srpna 2019 Brno) byl český stomatolog, chirurg, onkolog a vysokoškolský učitel, v letech 1991 až 1997 děkan Lékařské fakulty Masarykovy univerzity (LF MU).
V roce 1951 absolvoval studium na Lékařské fakultě Masarykovy univerzity. Poté začal působit na chirurgickém oddělení v Nemocnici České Budějovice jako sekundární lékař. Poté působil jako zástupce přednosty kliniky v Fakultní nemocnici na Borech. V roce 1964 začal působit jako odborný asistent na II. stomatologické klinice ve Brně. Po sametové revoluci se v roce 1990 stal jejím přednostou, získal profesorský titul a již v roce 1991 byl zvolen děkanem LF MU. Ve funkci děkana působil po dvě funkční období do roku 1997, kdy odešel do důchodu. I po odchodu do důchodu nicméně příležitostně vyučoval na Stomatologické klinice Fakultní nemocnice u sv. Anny.
V roce 1994 mu byla udělena Zlatá medaile Masarykovy univerzity a v roce 2001 obdržel čestný titul Osobnost české stomatologie. Zemřel ve věku 94 let v srpnu 2019 v Brně.